# Port Adelaide River
Port Adelaide River är en avsnörd deltaarm av Torrens River i Australien. Den ligger i delstaten South Australia, i delstatshuvudstaden Adelaide.